# László Moholy-Nagy
László Moholy-Nagy (nato László Weisz) (Bácsborsód, 20 luglio 1895 – Chicago, 24 novembre 1946) è stato un pittore e fotografo ungherese naturalizzato statunitense esponente del Bauhaus.

## Biografia
Nasce a Bácsborsód, in Ungheria da Lipót Weisz e Károline Stern.
Nel 1913 studia legge all'università delle scienze di Budapest, dove interrompe gli studi l'anno seguente per arruolarsi nell'esercito austro-ungarico. Nel 1917, convalescente per una ferita, fonda a Seghedino, in Ungheria, il gruppo artistico MA, assieme a Lajos Kassák ed altre persone, oltre alla rivista letteraria "Jelenkor".
Nel 1919, dopo aver raggiunto la laurea in legge, parte per Vienna, dove collabora con il periodico di MA Horizont. Nel 1920 si trasferisce a Berlino, dove inizia a creare fotogrammi e collage Dada. All'inizio degli anni venti collabora con numerose importanti riviste d'arte e cura con Kassák Das Buch neuer Künstler, un volume di poesia e saggi sull'arte.
Nel 1921 incontra, in Germania, El Lissitzky e si reca per la prima volta a Parigi. La sua prima mostra personale viene organizzata da Herwarth Walden nel 1922 nella Galerie Der Sturm di Berlino.
Durante una personale dei suoi dipinti alla galleria Der Sturm di Berlino, l'architetto Walter Gropius rimane tanto impressionato dalle sue opere esposte che lo invita a collaborare al Bauhaus di Weimar, nel 1923. Comincia il periodo più significativo della sua attività che lascerà una traccia soprattutto nella storia della grafica.
È in questo periodo che inizia a interessarsi di design editoriale e teatrale, curando e progettando con Walter Gropius la serie di Bauhausbücher pubblicata dalla scuola, diventando il rappresentante per eccellenza della fotografia del Bauhaus. Deve questa fama alla sua pubblicazione Pittura Fotografia Film, ottavo volume dei "Libri del Bauhaus", che esce nel 1925, diventando il primo testo fondamentale della fotografia pubblicato dal Bauhaus.
Moholy-Nagy si trasferisce con il Bauhaus a Dessau nel 1925 e vi insegna fino al 1928, quando ritorna a Berlino per concentrarsi sulla scenografia teatrale e cinematografica.
Due anni dopo partecipa alla "Internationale Werkbund Ausstellung" a Parigi. Nel 1934, anno in cui si tiene allo Stedelijk Museum un'importante retrospettiva delle sue opere, si trasferisce ad Amsterdam. Nel 1935 scappa dalla minaccia nazista e si trasferisce a Londra, dove lavora come designer per varie aziende, collabora a vari film e frequenta nomi noti del settore come: Naum Gabo, Barbara Hepworth e Henry Moore.
Nel 1937 viene nominato direttore del New Bauhaus a Chicago, che chiude dopo meno di un anno per motivi finanziari. Moholy-Nagy non si perde d'animo e dopo appena un anno fonda la propria School of Design a Chicago nel 1938 e nel 1940 organizza i primi corsi estivi nell'Illinois. Nel 1939 la Parker Pen Company gli affida il design di una nuova penna stilografica per celebrare il cinquantunesimo anno di fondazione dell'azienda; la penna si chiamerà Parker 51 ed è ancor oggi un'icona ambita dai collezionisti.Nel 1941 entra a far parte del gruppo degli American Abstract Artists e nel 1944 diviene cittadino americano a tutti gli effetti.
Muore il 24 novembre 1946 a Chicago per una leucemia fulminante.

## Edizioni
- László Moholy-Nagy, Pittura Fotografia Film, traduzione di Bruno Reichlin, con una nota di Hans M.Wingler e un poscritto di Otto Stelzer, Giulio Einaudi Editore, 1987, ISBN 88-06-59347-1.